# 渋川西バイパス
渋川西バイパス（しぶかわにしバイパス）は、地域高規格道路の上信自動車道の一部をなす国道17号のバイパス道路である。

## 概要
渋川市中村の国道17号渋川バイパスを起点とし同市金井に至るバイパス道路である。現在は起点の中村交差点から渋川市石原まで4車線で開通している。石原から入沢までは後述の通り、既存の群馬県道35号渋川東吾妻線および渋川市道を編入予定、入沢から同市金井までは現在事業中で、2025年（令和7）年度を開通目標としている。
渋川西バイパスは2004年3月30日に上信自動車道の区間に指定された。2025年現在、起点から石原交差点までの約1 kmの間（上信自動車道の構成道路に指定された後に高崎河川国道事務所によって2013年12月に暫定2車線から4車線へと拡幅した、"現道拡幅区間"）のみ国道17号扱いになっている。
旧道は渋川市道に降格している（旧道のうち、群馬県道33号渋川松井田線の重複区間は同県道の単独区間になっている）。県道の起点は中村交差点で変わらないが、旧道は渋川バイパスの中村三差路交差点（実際は五差路）まで国道と重複していた。中村三差路から渋川駅前・渋川新町・渋川四つ角を経由する経路であった。
上信自動車道は、当区間のみ国の直轄事業となったことから、起点で接続している国道17号の支線扱いとなっている（上信自動車道の他のバイパスが属する国道353号・国道145号は群馬県管理路線。ただし、国道145号八ッ場バイパスは八ッ場ダム付け替え道路のひとつとして国主導で建設）。そのような経緯により渋川西バイパスは国道17号所属ではあるものの上信道の一部として吾妻地域方面へと直結される計画であり、本バイパスから国道17号現道（新潟方面）への合流ルートは計画されていない。

### 路線データ
- 起点 : 群馬県渋川市中村（中村交差点）
- 終点 : 群馬県渋川市金井（金井IC）
- 延長 : 5.0 km
  - 現道拡幅区間 : 0.9 km
  - 現道活用区間（県道） : 1.2 km
  - 現道活用区間（市道） : 1.0 km
  - バイパス区間 : 1.9 km
- 規格 : 第3種第2級
- 設計速度 : 60 km/h
- 道路幅員
  - 一般部 : 15.5 m - 27.0 m
- 車線幅員 : 3.25 m
- 車線数 : 4車線

## 歴史
- 2004年度（平成16年度） - 事業化[3]
- 2010年（平成22年）7月 - 都市計画決定（バイパス区間）[3]
- 2013年度（平成25年度） - バイパス部用地着手[3]
- 2013年（平成25年）12月12日 - 現道拡幅区間4車線化[4]
- 2017年度（平成29年度） - バイパス部工事着手[3]

## 路線状況
2021年現在、正式に上信自動車道・国道17号渋川西バイパスとして開通しているのは、起点中村交差点-石原交差点間である（ただし当該区間が『国道17号』として記載してあるのは国土地理院の地図程度に留まっており、現地標識上や一般の地図の多くは県道35号渋川東吾妻線のままとなっている）。
- 起点（中村交差点、渋川市中村） - 石原交差点（渋川市石原）：暫定2車線で整備されていた群馬県道35号渋川東吾妻線のJR上越線を越える跨線橋区間を国（高崎河川国道事務所）によって上り線側の跨線橋を架橋して2013年12月に対面4車線化、同時に国道17号渋川西バイパスとして編入。
- 石原交差点 - 藤ノ木東交差点（渋川市渋川）：渋川東吾妻線（対面4車線化済）を現道活用区間として編入予定。
- 藤ノ木東交差点 - 入沢交差点（手前、渋川市渋川）：渋川市道「市役所通り」を現道活用区間として編入予定。
- 入沢交差点（手前）- 金井インターチェンジ（渋川市金井）：新規整備、事業中。2025年（令和7）年度開通目標[1]。入沢交差点の手前より分岐する形で終点まで新規に建設し、金井ICにて、金井バイパスと立体交差で直結する。分岐点-入沢交差点間は、実質的に入沢交差点で合流する群馬県道33号渋川松井田線と連絡するランプ線となる。

## 地理

### 交差する道路
- 国道17号渋川バイパス：渋川市中村
- 群馬県道25号高崎渋川線：渋川市石原
- 渋川市道市役所通り線（渋川市役所・渋川駅方面）、群馬県道35号渋川東吾妻線（東吾妻町方面）：渋川市渋川
- 群馬県道33号渋川松井田線：渋川市渋川 ※ 立体交差（予定）
- 群馬県道35号渋川東吾妻線：渋川市金井 ※ 立体交差（予定）
- 国道353号金井バイパスと接続（予定）

### 接続するバイパスの位置関係
（渋川方面）国道17号渋川西バイパス - 国道353号金井バイパス（吾妻方面）